# Marcouray
Marcouray est un village de la commune belge de Rendeux située en Région wallonne dans la province de Luxembourg.
Avant la fusion des communes de 1977, Marcouray faisait partie de la commune de Marcourt.

## Situation
Ce village ardennais est le prolongement oriental du village de Marcourt. Il se situe à une altitude d'environ 300 m sur un plateau dominant la vallée de l'Ourthe qui coule au sud-ouest.

## Patrimoine
La chapelle des Saints Pierre et Paul a été construite dans un style néo-gothique en moellons de grès et en pierre bleue.

## Histoire
Le 21 décembre 1944, lors de la Bataille des Ardennes, une unité américaine de reconnaissance commandée par le colonel Hogan de la 3e division blindée américaine (400 hommes), sous les ordres du général Maurice Rose, se retrouve encerclée par les troupes allemandes à Marcouray. En manque de carburant, elle ne peut bouger d'autant plus que les parachutages de carburant échouent. La nuit de Noël, ordre est donné au colonel Hogan de détruire ses véhicules et de traverser les lignes allemandes pour rejoindre les positions américaines à Soy. Ce mouvement mettra fin à l'encerclement de Marcouray.

## Activités et tourisme
En 2006, la chapelle a été réaffectée en maison de village.
Marcouray possède plusieurs gîtes ruraux.